# Військова допоміжна система радіо
Військова допоміжна система радіо США (англ. Military Auxiliary Radio System, MARS) — спонсорована міністерством оборони США цивільна програма, яка існує, як окрема допоміжна складова армії та Повітряних сил США. Система включає невійськові допоміжні ліцензовані радіоаматорські організації, зацікавлені у допомозі збройним силам США на місцевому, національному та міжнародному рівнях на додаток до звичайних систем зв'язку. Програма MARS здійснює допомогу регулярним, резервним та Національної гвардії підрозділам, кораблям, суднам і катерам, а також об'єктам берегової інфраструктури ВМС, морської піхоти, Берегової охорони і корпусу управління океанографічними та атмосферними проблемами.
Загалом програма нараховує близько 3 000 осіб, що працюють в інтересах збройних сил, та надають, як правило, допомогу в разі необхідності.